# غوردون إتش فلمنج
غوردون إتش فلمنج (بالإنجليزية: Gordon H. Fleming)‏ هو صحفي أمريكي، ولد في 4 يونيو 1920، وتوفي في 30 مايو 1999 في شيكاغو في الولايات المتحدة.